# Collid Filho
Collid Mamud Ether Filho (Belém do Pará, 8 de abril de 1930 — Rio de Janeiro, 7 de maio de 2004), mais conhecido como  Collid Filho, foi um radialista e compositor brasileiro.

## Biografia
Iniciou sua carreira em 1949 na Rádio Tupi do Rio de Janeiro e em 1950, conseguiu um horário para comandar, de meia noite às duas da manhã, quando apresentou os programas, Rádio Sequencia G3 e Caleidoscópio. Em 1955 migrou para a TV Tupi Rio de Janeiro onde apresentou o programa Gurilandia, que passou a chamar-se Clube do Guri em 1957, e permaneceu no ar até 1976. De 1955 até 1958 apresentou o Grande Jornal Tupi, em 1960 substituiu Ary Barroso na apresentação do programa Calouros Tupi. Em 1961 começou a apresentar o programa Collid Discos, de volta aos horários da madrugada, de meia noite às duas, na Rádio Tupi, onde permaneceu na apresentação até sua morte em 2004, completando no ano de 2001, quarenta anos de programa, recebendo junto com o programa ``Patrulha da Cidade`` da mesma Rádio Tupi do Rio o premio por ser um dos programas radiofônicos mais antigos no ar.
Chegou a gravar 14 discos, sendo que nove deles eram declamações que havia apresentado no Salão Grená, um de seus quadros mais famosos do rádio. Em 1965, gravou seu primeiro samba, Silêncio no Morro, interpretado por Roberto Silva. Criou outras músicas como Quando Você Passou, gravada por Anísio Silva; De Sol A Sol, gravada por Ademilde Fonseca; Só Ficou A Lembrança; Eu Sei Bem Que Não Me Amavas e Doce Amor.